# Eissportarena Traktor
Die Eissportarena Traktor (russisch Ледовая арена «Трактор») ist eine Eissporthalle in Tscheljabinsk, Russland. Das Stadion ist Austragungsort der Heimspiele des HK Traktor Tscheljabinsk aus der Kontinentalen Hockey-Liga (KHL). 
Die Eissportarena Traktor, welche 2008 eröffnet wurde, wird hauptsächlich für Eishockeyspiele genutzt. Der Eishockeyverein HK Traktor Tscheljabinsk aus der Kontinentalen Hockey-Liga trägt seit der Eröffnung der Arena seine Heimspiele in der Halle aus. Seit 2009 bestreitet auch die Juniorenmannschaft Belje Medwedi Tscheljabinsk aus der Molodjoschnaja Chokkeinaja Liga (MHL) ihre Heimspiele im Stadion. 
Vom 26. bis zum 29. April 2012 fanden in der Eissportarena Traktor in Tscheljabinsk die Judo-Europameisterschaften statt. 